# Live in Zagreb 2012.
Live in Zagreb 2012. dvostruki je koncertni album skupine Živo blato. Album je snimka koncerta održanog 1. ožujka u zagrebačkom klubu In bar.

## O albumu
Na albumu se nalaze stare pjesme Živog blata uz 6 novih pjesama : »Kasap (iz Đakova)«, »Vonj«, »Otet ću te njemu«, »Hong Kong«, »Neću rabiti kondome« i »Stara garda«. Ove pjesme su ovdje objavljene po prvi put, ranije su bile samo izvođene na koncertima. Unatoč najavama o objavljivanju novog studijskog albuma, sastav je ipak objavio live album.
General Vasilij Mitu nakon odsvirane pjesme »Objede« još jednom najavljuje:
"Mi smo fenomen koji imamo samo jedan album, iz 2000. godine. A moja izdavačka kuća mi je omogućila, zajedno sa mnom, da ulazimo u studio fala Bogu, krajem ovog miseca i snimamo 152 pjesme! Devet sati Živog blata. Sve novo!"
Omot albuma sadržava tekstove svih pjesmi, dok prvi album album Konac konca uopće nije sadržavao tekstove. Sve pjesme je napisao i uglazbio Vasilij Mitu, osim pjesme »Pucko« čiji je suautor Davor Gusić Šlus.

## Kritike
Zlatko Gall je album ocijenio pozitivno, davši mu četiri zvjezdice. U recenziji između ostalog kaže:
„..."Live in Zagreb 2012" je (ipak) vraški dobro odsviran s gotovo opipljivom energijom sjajno usviranog i glazbenički kompetentnog trija u kojem jednako dobro zvuči moćna ritam sekcija (veterana Toše i basista Zeca) te Vucin vokal i gitara. (...) Za one koje ranije nisu slušali/gledali Živo blato "Live in Zagreb 2012" je apsolutno iznenađenje. Najprije čudesnom sirovom energijom klupske svirke – sada ulovljene na koncertnom albumu – a onda i konceptom koji na osebujan način revidira sve žanrovske postulate metala. Ne samo one glazbene već i tekstualne. (...) Vuco iliti General Vasilij Mitu ih je – baš kao i neka druga opća mjesta iz arhiva najšire shvaćenog rock and rolla – doveo do logičnih konzekvencija i preveo na neumiveni, čak i prostački, jezik ulice.“

## Popis skladbi
CD 1
| Br. | Skladba             | Trajanje |
| --- | ------------------- | -------- |
| 1.  | »Doktor«            | 5:44     |
| 2.  | »Stranci«           | 3:44     |
| 3.  | »Estrada«           | 4:08     |
| 4.  | »Objede«            | 3:21     |
| 5.  | »Kasap (iz Đakova)« | 4:01     |
| 6.  | »Kurva«             | 4:30     |
| 7.  | »Ubij se«           | 4:53     |
| 8.  | »Loš«               | 1:58     |
| 9.  | »Ok«                | 2:37     |
| 10. | »Pucko«             | 4:34     |
| 11. | »Vonj«              | 4:31     |
| 12. | »Dođi«              | 3:23     |
| 13. | »Maloljetna«        | 3:57     |
| 14. | »Oprosti mi«        | 6:40     |

CD 2
| Br. | Skladba               | Trajanje |
| --- | --------------------- | -------- |
| 1.  | »Otet ću te njemu«    | 3:29     |
| 2.  | »Hong Kong«           | 4:10     |
| 3.  | »Kataklizma«          | 1:06     |
| 4.  | »Ne volim te«         | 3:25     |
| 5.  | »Neću rabiti kondome« | 3:30     |
| 6.  | »Pas«                 | 3:09     |
| 7.  | »Back to R'n'R«       | 3:18     |
| 8.  | »Hej ti«              | 6:20     |
| 9.  | »Tex Willer«          | 2:49     |
| 10. | »Pucko II«            | 3:33     |
| 11. | »Stranci II«          | 3:34     |
| 12. | »Stara garda«         | 4:29     |
| 13. | »Daleko je raj«       | 3:37     |
| 14. | »Druže stari«         | 2:53     |

## Izvođači
- General Vasilij Mitu - vokal, gitara
- Antonija - back vokal
- Jelena - back vokal
- Gospodin Mister Rabbit - bas-gitara
- Kaplar Tošo Veseli Sir - bubnjevi